# Hospice d'Humanité de Nîmes
 (octobre 2024).
Si vous disposez d'ouvrages ou d'articles de référence ou si vous connaissez des sites web de qualité traitant du thème abordé ici, merci de compléter l'article en donnant les références utiles à sa vérifiabilité et en les liant à la section « Notes et références ».
 (octobre 2024).
L'Hospice d'Humanité de Nîmes était situé dans l'hôpital Général qui se dressait à proximité de la porte Saint Antoine .Il accueillait les malades, les vieillards, les pauvres, les insensés…

## Historique
En 1870, l'hospice d'humanité est transféré de l'hôpital Général situé sur le boulevard Victor Hugo de Nîmes, dans de nouveaux locaux route d'Uzès sur des terrains propriétés de la ville. Les travaux sont confiés par la municipalité[Par qui ?] à Eugène Laval architecte diocésain de Nîmes et du département. Ils sont achevés par Alphonse Granon, architecte de la ville. Le plan formé de quatre bâtiments enserrant deux cours, est influencé par les grands hôpitaux parisiens, Saint-Louis et la Salpetrière mais aussi par celui de l'hôpital général de Montpellier.

## Descriptif

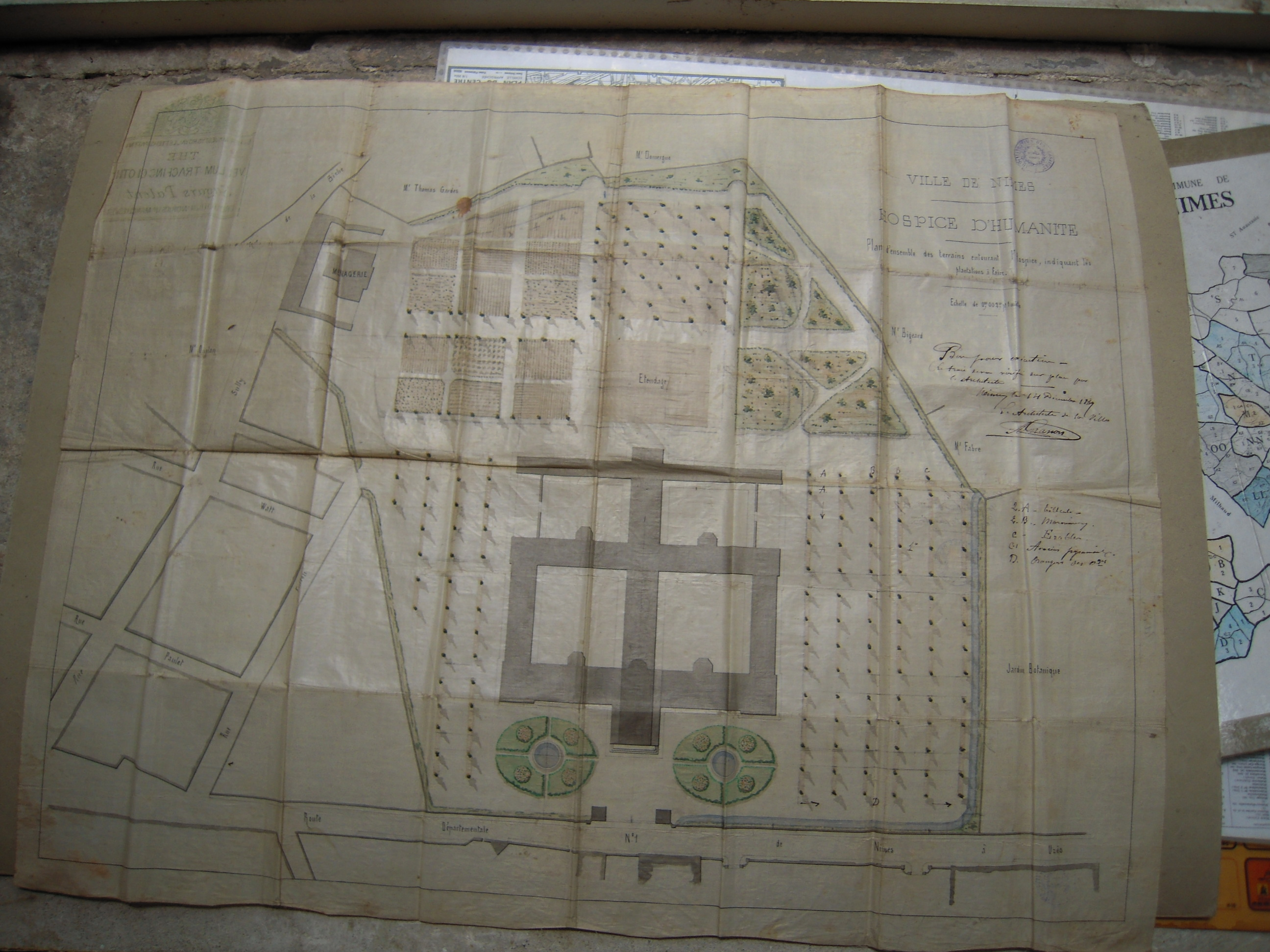
Plan d'ensemble des terrains entourant l'hospice, indiquant les plantations à faire - 14 décembre 1869 - Auguste Granon, architecte de la ville (Archives départementales du Gard)

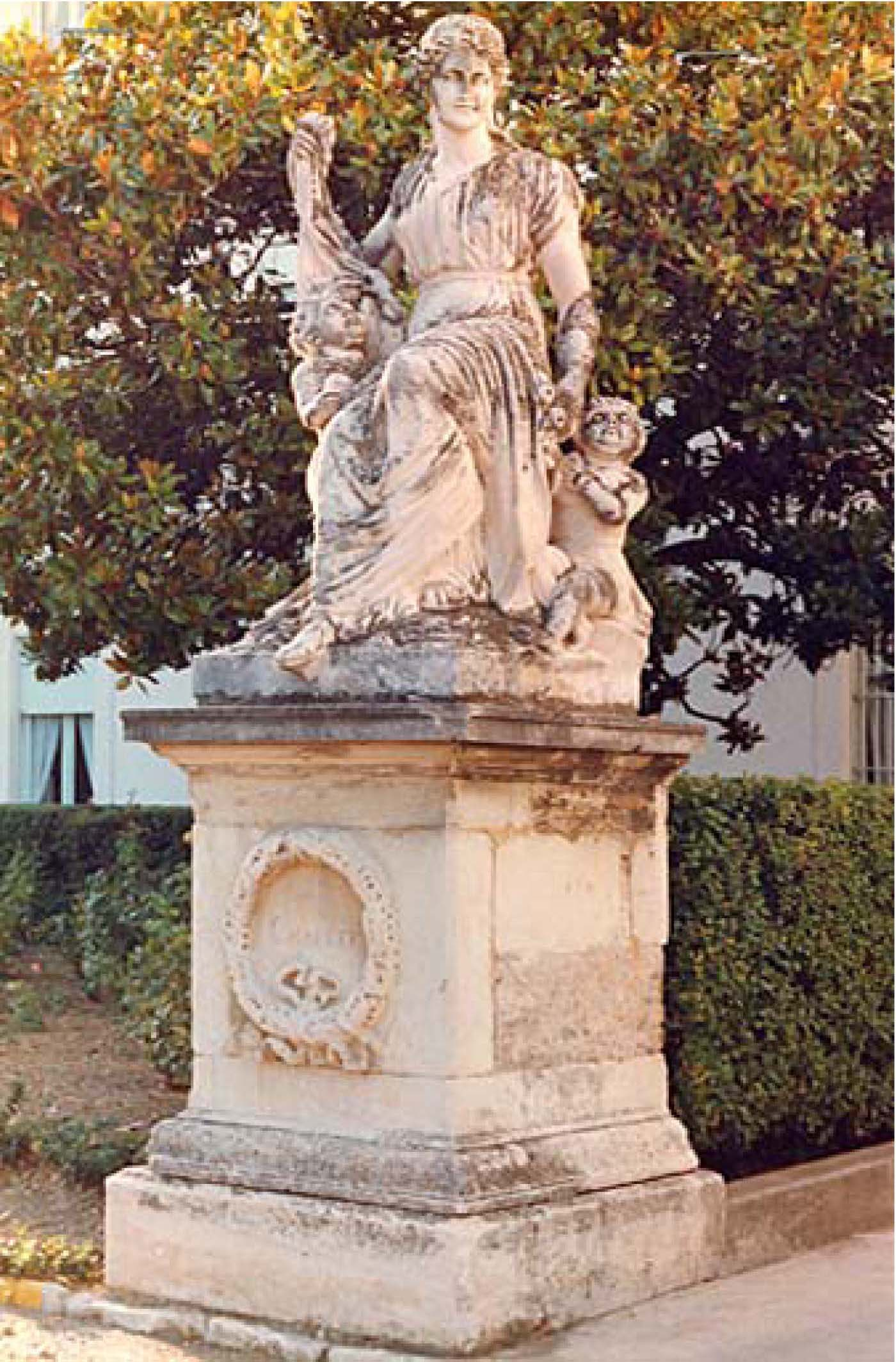
Statue de la Charité

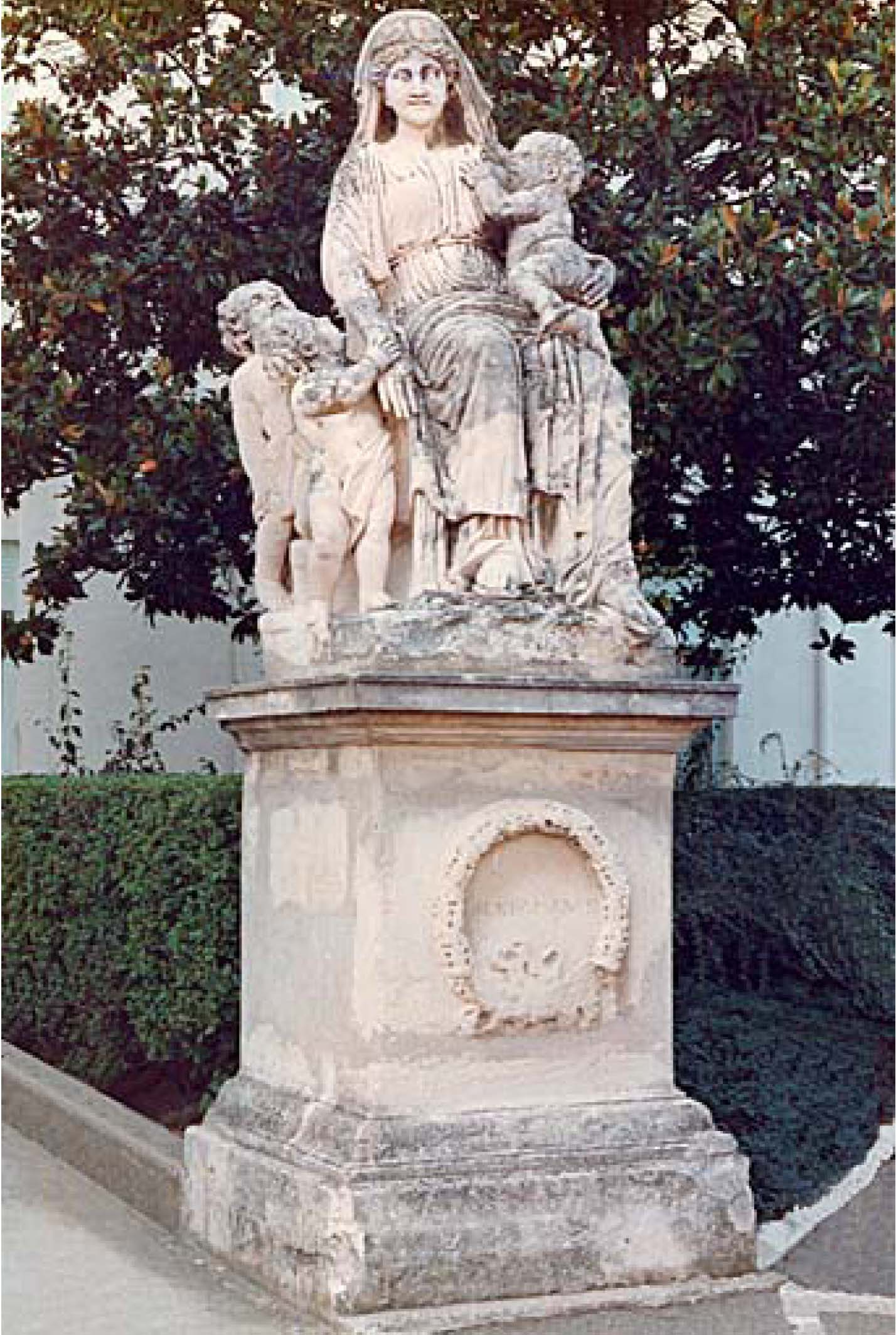
Statue de la Bienfaisance

L'hospice construit en retrait de la route sur un terrain clôturé est précédé de deux élégants pavillons, logements du jardinier et du concierge. Des jardins potagers et d'agrément occupent les terrains situés à l'arrière des bâtiments. De part et d'autre du corps central, deux statues représentent la Charité et la Bienfaisance. De nos jours, elles sont installées dans le parc du centre gériatrique Serre Cavalier. La longue façade du bâtiment recouverte d'un enduit  est décorée à l'étage supérieur par une frise de céramiques colorées aux motifs floraux et géométriques. Elles sont fabriquées par l' entreprise parisienne Pichenot-Loebnitz. Ce type d'ornement est particulièrement apprécié pour sa résistance aux intempéries .On le retrouve sur de nombreux édifices publics et privés de cette époque . 

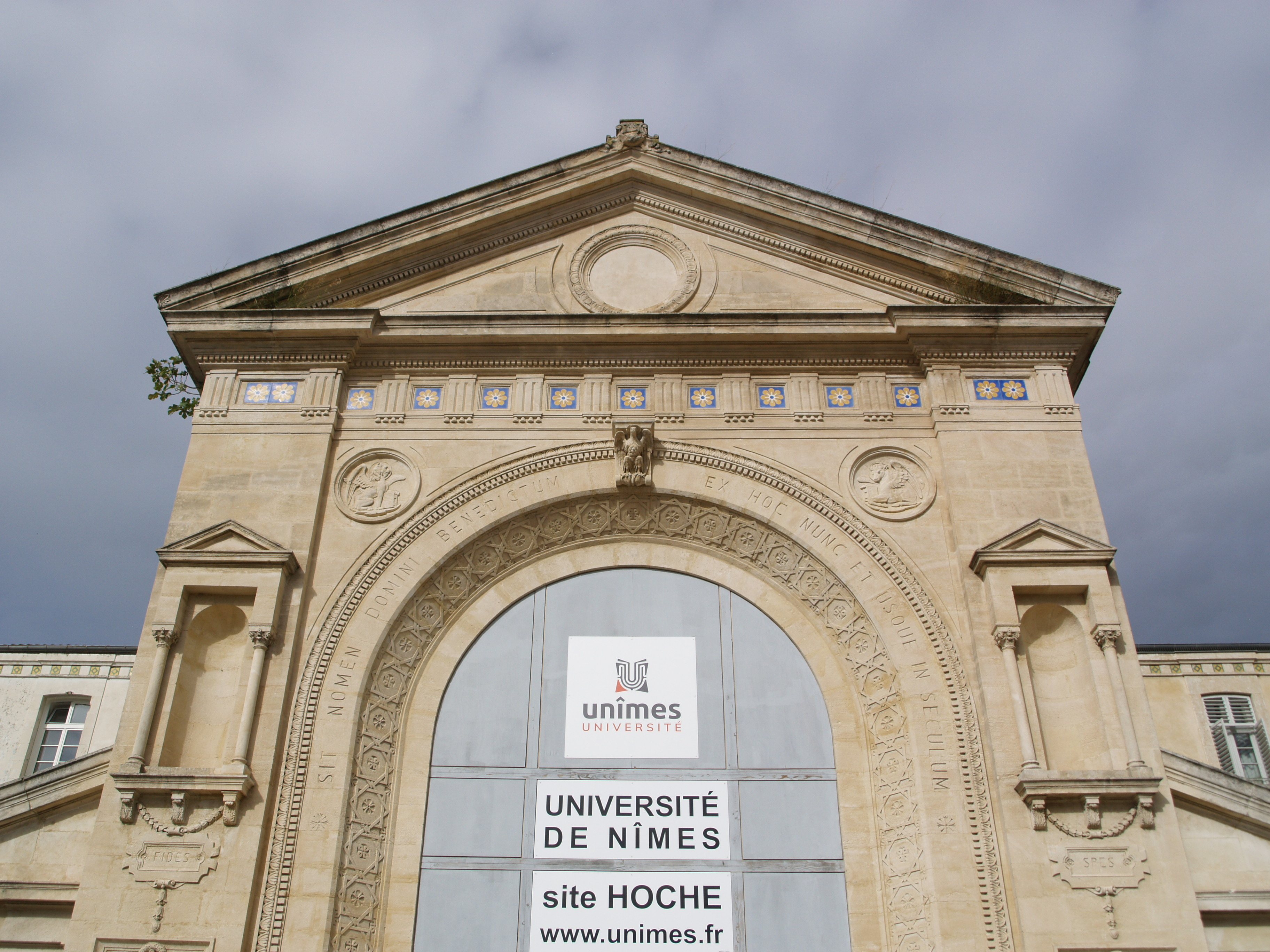
Façade de la chapelle de l'hospice d'humanité

Située au centre de la façade et en avant corps, la chapelle constitue la partie la plus remarquable de cet ensemble architectural. Couronnée d'un fronton, elle s'inspire de l'architecture Renaissance italienne et du grand Palladio. Une imposante ouverture en plein cintre occupe toute la hauteur de la façade. Sur le tympan s'affiche un psaume "Sit nomen domini benedictum ex hoc nunc et usque in saeculum" (Que le nom du seigneur soit béni dès maintenant et pour des siècles et des siècles) accompagné dans des cartouches de deux autres inscriptions : Fides (la foi) et Spes (l'espérance). Deux niches couronnées de frontons triangulaires et deux médaillons sculptés d'un lion et d'un taureau complètent le décor. Un dôme sur plan carré coiffé d'un édicule abritant une cloche, couvre la chapelle.

## Sources